# Rossano Veneto
Rossano Veneto is een gemeente in de Italiaanse provincie Vicenza (regio Veneto) en telt 8151 inwoners (2020). De oppervlakte bedraagt 10,7 km², de bevolkingsdichtheid is 651 inwoners per km².
De volgende frazioni maken deel uit van de gemeente: Mottinello.

## Demografie
Rossano Veneto telt ongeveer 2516 huishoudens. Het aantal inwoners steeg in de periode 1991-2001 met 1,2% volgens cijfers uit de tienjaarlijkse volkstellingen van ISTAT.
| Jaar | Inwoneraantal |
| ---- | ------------- |
| 1991 | 6488          |
| 2001 | 6567          |

## Geografie
Rossano Veneto grenst aan de volgende gemeenten: Cassola, Cittadella (PD), Galliera Veneta (PD), Loria (TV), Rosà, San Martino di Lupari (PD), Tezze sul Brenta.
Agugliaro · Albettone · Alonte · Altavilla Vicentina · Altissimo · Arcugnano · Arsiero · Arzignano · Asiago · Asigliano Veneto · Barbarano Vicentino · Bassano del Grappa · Bolzano Vicentino · Breganze · Brendola · Bressanvido · Brogliano · Caldogno · Caltrano · Calvene · Camisano Vicentino · Campiglia dei Berici · Campolongo sul Brenta · Carrè · Cartigliano · Cassola · Castegnero · Castelgomberto · Chiampo · Chiuppano · Cismon del Grappa · Cogollo del Cengio · Conco · Cornedo Vicentino · Costabissara · Creazzo · Crespadoro · Dueville · Enego · Fara Vicentino · Foza · Gallio · Gambellara · Gambugliano · Grancona · Grisignano di Zocco · Grumolo delle Abbadesse · Isola Vicentina · Laghi · Lastebasse · Longare · Lonigo · Lugo di Vicenza · Lusiana · Malo · Marano Vicentino · Marostica · Mason Vicentino · Molvena · Monte di Malo · Montebello Vicentino · Montecchio Maggiore · Montecchio Precalcino · Montegalda · Montegaldella · Monteviale · Monticello Conte Otto · Montorso Vicentino · Mossano · Mussolente · Nanto · Nogarole Vicentino · Nove · Noventa Vicentina · Orgiano · Pedemonte · Pianezze · Piovene Rocchette · Poiana Maggiore · Posina · Pove del Grappa · Pozzoleone · Quinto Vicentino · Recoaro Terme · Roana · Romano d'Ezzelino · Rossano Veneto · Rosà · Rotzo · Salcedo · San Germano dei Berici · San Nazario · San Pietro Mussolino · San Vito di Leguzzano · Sandrigo · Santorso · Sarcedo · Sarego · Schiavon · Schio · Solagna · Sossano · Sovizzo · Tezze sul Brenta · Thiene · Tonezza del Cimone · Torrebelvicino · Torri di Quartesolo · Trissino · Valdagno · Valdastico · Valli del Pasubio · Valstagna · Velo d'Astico · Vicenza · Villaga · Villaverla · Zanè · Zermeghedo · Zovencedo · Zugliano
1. ↑  https://demo.istat.it/?l=it.